# SN 1988S
SN 1988S – supernowa typu II odkryta 24 sierpnia 1988 roku w galaktyce M+01-60-40. W momencie odkrycia miała maksymalną jasność 19,00m.